# Orbis pictus: Weltkunst-Bücherei
Orbis pictus: Weltkunst-Bücherei ist eine von Paul Westheim herausgegebene Buchreihe zur Kunstgeschichte der verschiedenen Völker der Welt. Sie erschien seit Anfang der 1920er Jahre in Berlin im Ernst Wasmuth Verlag. Verschiedene Fachgelehrte und Sammler aus verschiedenen Fachgebieten haben an ihr mitgewirkt. Einige Bände erschienen ohne Jahresangabe.

## Übersicht
- 1. Indische Baukunst. Vorwort von Paul Westheim
- 2. Altrussische Kunst. Fannina W. Halle
- 3. Archaische Plastik der Griechen. Woldemar Graf Uxkull-Gyllenband – Digitalisat
- 4. Die chinesische Landschaftsmalerei. Alfred Salmony
- 5. Asiatische Monumentalplastik. Karl With
- 6. Indische Miniaturen der islamischen Zeit. Sattar Kheiri – Digitalisat
- 7. Afrikanische Plastik. Carl Einstein
- 8. Altmexikanische Kunstgeschichte. Walter Lehmann
- 9. Die Kunst der Hethiter. Otto Weber
- 10. Älteste deutsche Malerei. Heinrich Ehl
- 11. Mittelalterliche Elfenbeinarbeiten. Wolfgang Fritz Volbach
- 12. Chinesische Kleinplastik. Otto Burchard
- 13. Masken. Rudolf Utzinger
- 14. Islamische Architektur. Sattar Kheiri
- 15. Klassizismus in Frankreich. Westheim, Paul (Vorw.)
- 16. Der frühere japanische Holzschnitt. Carl Einstein
- 17. Nordwest-amerikanische Indianerkunst. Leonhard Adam
- 18. Die Altfranzösischen Bildteppiche. Florent Fels
- 19. Assyrische Plastik. Otto Weber
- 20. Deutsche Steinbildwerke der Frühzeit. Heinrich Ehl